# Lijst van bisschoppen van Helsinki
Onderstaand volgt een lijst van bisschoppen van het bisdom Helsinki, een Fins rooms-katholiek bisdom.
| Apostolisch vicaris van Finland | Apostolisch vicaris van Finland | Apostolisch vicaris van Finland |
| ------------------------------- | ------------------------------- | ------------------------------- |
| 1923 - 1933                     | Michiel Buckx S.J.C.            | Nederland                       |
| 1933 - 1955                     | Willem Cobben S.J.C.            | Nederland                       |
| Bisschop van Helsinki           |                                 |                                 |
| 1955 - 1967                     | Willem Cobben S.J.C.            | Nederland                       |
| 1967 - 1998                     | Paul Verschuren S.J.C.          | Nederland                       |
| 2000 - 2008                     | Józef Wróbel S.J.C.             | Polen                           |
| 2009 - 2019                     | Teemu Jyrki Juhani Sippo S.J.C. | Finland                         |
| 2023 - heden                    | Raimo Ramón Goyarrola Belda     | Spanje                          |